# Tadeusz Rut (lekkoatleta)

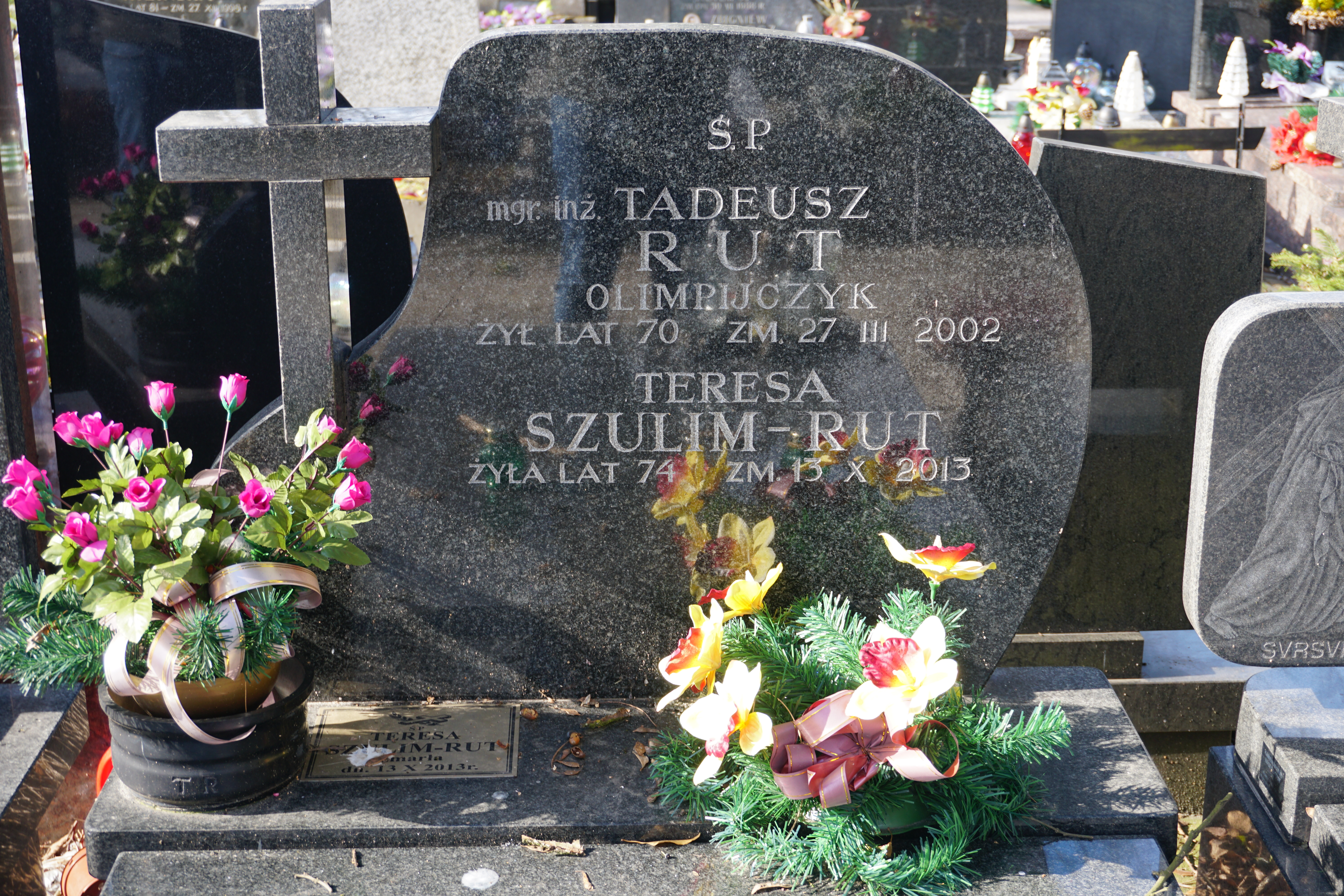
Grób Tadeusza Ruta na cmentarzu Bródnowskim

Tadeusz Rut (ur. 11 października 1931 w Przeworsku, zm. 27 marca 2002 w Warszawie) – polski lekkoatleta, mistrz Europy i medalista olimpijski.

## Kariera
Był specjalistą w rzucie młotem (choć startował też w rzucie dyskiem i w pchnięciu kulą).
Trzykrotnie startował w igrzyskach olimpijskich, za każdym razem wchodząc do finału. Największy sukces osiągnął na olimpiadzie w Rzymie w 1960, gdzie zdobył brązowy medal rzutem na odległość 65,64 m. W Melbourne w 1956 był czternasty (startował też w rzucie dyskiem, ale odpadł w eliminacjach), a w Tokio w 1964 dziesiąty.
Rut cztery razy uczestniczył w mistrzostwach Europy. W Bernie w 1954 zajął 4. miejsce. Cztery lata później w Sztokholmie w 1958  wywalczył tytuł mistrza Europy bijąc rekord mistrzostw (64,78 m). Startował też w Belgradzie w 1962 (8. miejsce) i w Budapeszcie w 1966.
Był ośmiokrotnym mistrzem Polski:
- rzut młotem: 1955, 1956, 1957, 1958, 1961, 1964, 1965
- rzut dyskiem: 1956

Osiemnaście razy bił rekord Polski w rzucie młotem.
Rekordy życiowe:
- rzut młotem – 67,07 m
- rzut dyskiem – 51,04 m
- pchnięcie kulą – 15,82 m

Był zawodnikiem kolejno Czarnych Wrocław, OWKS Wrocław, Odry Wrocław, Burzy Wrocław i Legii Warszawa.
Po zakończeniu kariery w 1967 pracował jako inżynier w warszawskiej Hydrobudowie. Został pochowany na cmentarzu Bródnowskim (kw. 19F-1-21).

## Upamiętnienie
3 października 2004 na elewacji nowo wybudowanej Hali Sportowej przy ul. Misiągiewicza 10 w Przeworsku została odsłonięta poświęcona mu tablica pamiątkowa, autorstwa Dariusza Jasiewicza.
W lewym, górnym rogu tablicy znajduje się wizerunek twarzy Tadeusza Ruta. Inicjatorem jej powstania było Towarzystwo Miłośników Przeworska i Regionu. Na tablicy umieszczono inskrypcję o treści: 

Tadeusz Rut.
Ur. W 1931 r. w Przeworsku,
Absolwent politechniki warszawskiej,
Był wieloletnim zawodnikiem
Wunderteamu lekkoatletycznego.
Startował w rzucie młotem.
Zm. w 2002 r.

Brązowy medalista igrzysk olimpijskich
Rzym – 1960 r.
Złoty medalista mistrzostw Europy,
Sztokholm – 1958 r.
Trzykrotny uczestnik Igrzysk Olimpijskich,
Mistrzostw Europy, ośmiokrotny mistrz Polski
Członek klubów sportowych: Burza Wrocław
i Legia Warszawa."

.